# Jane Turner
Pour les articles homonymes, voir Turner.
Jane V. Shoaf Turner, née en 1956, est une historienne de l'art américaine et directrice du Cabinet des estampes du Rijksmuseum à Amsterdam.

## Biographie
Jane Turner naît en 1956.
Après avoir étudié l'histoire de l'art à l'Institute of Fine Arts de l'université de New York, elle commence sa carrière à la Pierpont Morgan Library de New York.
Historienne de l'art de renommée internationale, elle est une spécialiste des dessins hollandais des XVIe et XVIIe siècles.
En mars 2011, le Rijksmuseum annonce que Jane Turner va devenir cheffe du Cabinet des estampes à partir du 1er septembre.
Elle dirige la rédaction du Grove Dictionary of Art. Elle est mariée à Nicholas Turner.